# Northport (Maine)
Pour les articles homonymes, voir Northport.
Northport est une ville américaine située dans le Comté de Waldo, dans le Maine. Selon le recensement de 2020, sa population est de 1 550 habitants.

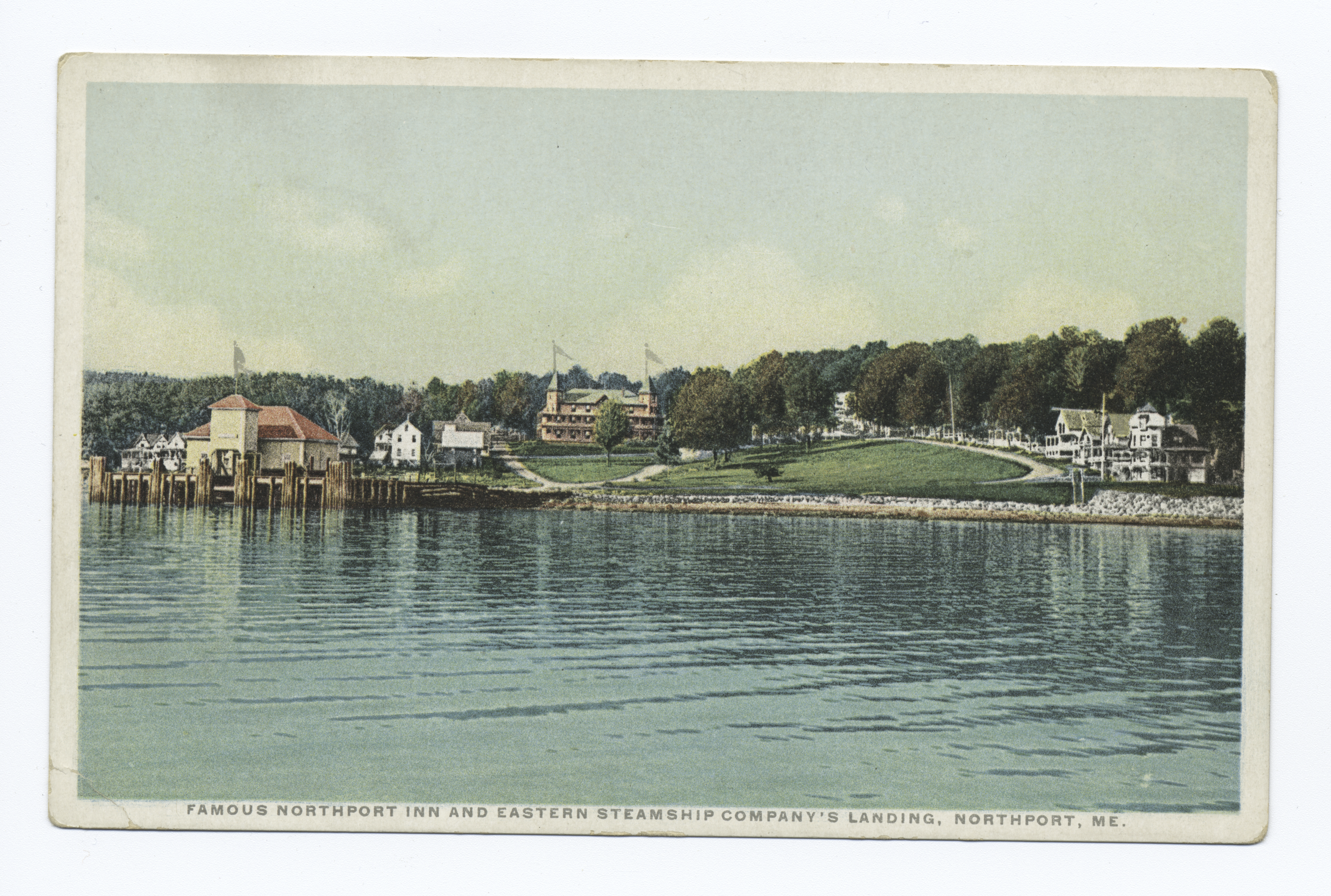
Carte postale, début du XXe siècle